# Pintor d'Antimenes

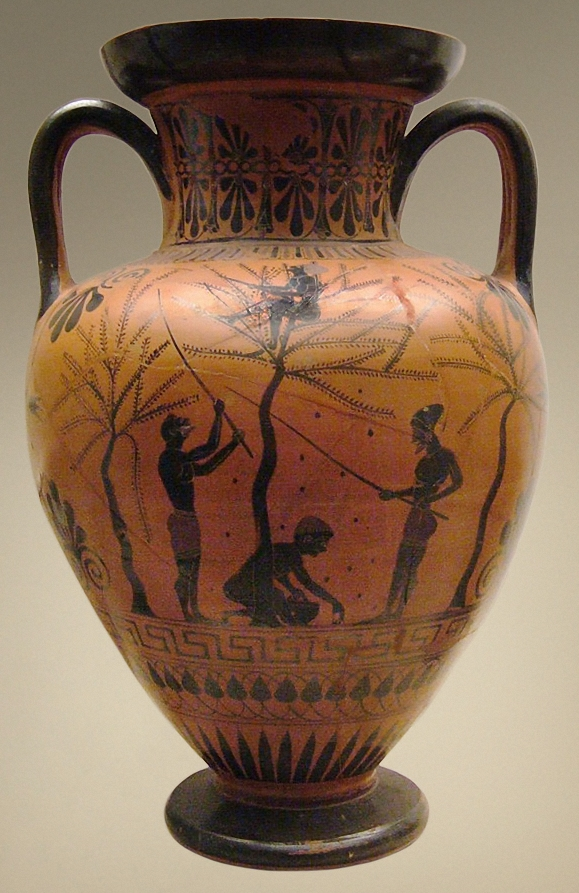
Recol·lecció d'olives, àmfora de ca. 520 ae, ara al Museu Britànic

El Pintor d'Antimenes fou un pintor d'atuells àtic que utilitzava la tècnica de ceràmica de figures negres i estigué actiu al voltant del 530 al 510 abans de la nostra era. No es coneix pas el seu veritable nom; aquest nom és una convenció arqueològica que deriva de la inscripció kalós en una hídria seua que es troba ara al Museu Arqueològic de Leiden (Holanda). De les 150 obres que se li atribueixen, la majoria són hídries i àmfores comunes, i la major part se'n trobaren a Etrúria. Es considera que estava relacionat amb el taller d'Andòcides.
Va representar en la seua obra el repertori de la seua època: les aventures d'Hèracles, Dionís i el seu companys i escenes de carros de guerra. Solia variar els temes, i les seues composicions eren organitzades. Els seus motius distintius són prou idíl·lics i sovint incloïa figuretes menors subsidiàries a la narració principal. Alguns exemples en són una escena en l'esmentada Hídria a Leiden i una representació de la collita d'olives en una àmfora que es troba ara al Museu Britànic de Londres. El seu estil de dibuix s'assembla al de Psíax; també són evidents les influències dels inicis de la tècnica de figures roges. Es limità, però, a mantenir la tècnica de figures negres que tenia molts seguidors. Alguns exemples de les darreres obres són notables per la finesa i l'expressiva qualitat del dibuix.